# Uvale Tratinska i Balun
Uvale Tratinska i Balun este o arie protejată (sit de importanță comunitară — SCI) din Croația întinsă pe o suprafață de 47,3 ha, integral marine.

## Localizare
Centrul sitului Uvale Tratinska i Balun este situat la coordonatele 43°39′34″N 15°37′44″E / 43.659311°N 15.628996°E.

## Înființare
Situl Uvale Tratinska i Balun a fost declarat sit de importanță comunitară în iulie 2013 pentru a proteja un număr necunoscut de specii din flora spontană și fauna sălbatică aflate în arealul zonei.

## Biodiversitate
Situată în ecoregiunea marină mediteraneană, aria protejată conține 2 habitate naturale: Recifuri, Straturi cu Posidonia (Posidonion oceanicae).
La baza desemnării sitului se află un număr nedeclarat de specii protejate.